# Nieuw-Caledonische honingeter
De Nieuw-Caledonische honingeter (Gymnomyza aubryana) is een zangvogel uit de familie Meliphagidae (honingeters). De vogel werd in 1860 door twee Franse natuuronderzoekers geldig beschreven en vernoemd naar de organisator van een koloniale tentoonstelling, dhr. M. Aubry-Lecomte. Het is een ernstig bedreigde, endemische vogelsoort van het ongerepte regenwoud op het eiland Nieuw-Caledonië.

## Kenmerken
De vogel is 35 tot 42,5 cm lang en weegt 152 tot 284 g. De vogel ziet eruit als een kleine kraai, hij is iets groter dan een kauw, voor een honingeter is het een erg grote vogel. De vogel is overwegend glanzend zwart, met alleen rond het oog een oranjegele naakte huid. Deze honingeter heeft een lange gebogen snavel, waarvan de ondersnavel vuilgeel is. De poten zijn grijsgeel. Het mannetje is groter dan het vrouwtje, maar verder is er weinig verschil.

## Verspreiding en leefgebied
Deze soort is endemisch op het eiland Grande Terre in Nieuw-Caledonië. Het leefgebied bestaat uit dicht, vochtig regenwoud tussen de 100 en 850 m boven de zeespiegel. De vogel is ook waargenomen in andere, veel drogere bostypen.

## Status
De Nieuw-Caledonische honingeter heeft een zeer klein verspreidingsgebied  in het zuiden van het eiland en daardoor is de kans op uitsterven aanwezig. De grootte van de populatie werd in 2018 door BirdLife International geschat op 50 tot 250 individuen en de populatie-aantallen nemen af. Het leefgebied wordt aangetast door houtkap, bosbranden en mijnbouwactiviteiten. Om deze redenen staat deze soort als ernstig bedreigd (kritiek) op de Rode Lijst van de IUCN.